# ジョナス・ブラザーズ (アルバム)
『ジョナス・ブラザーズ』（Jonas Brothers）は、アメリカ合衆国のロック・バンド、ジョナス・ブラザーズのセカンド・アルバムである。2007年8月7日にハリウッド・レコードからリリースされた。ウォルマート限定で特別版が発売された。

## 収録曲
1. S.O.S. - "S.O.S."
2. ホールド・オン - "Hold On"
3. グッドナイト・アンド・グッドバイ - "Goodnight and Goodbye"
4. ザッツ・ジャスト・ザ・ウェイ・ウィ・ロール〜これが僕らのやり方 - "Thats Just the Way We Roll"
5. ハロー・ビューティフル - "Hello Beautiful"
6. スティル・イン・ラブ・ウィズ・ユー - "Still in Love With You"
7. オーストラリア〜君はいとしのドリームガール - "Australia"
8. ゲームス - "Games"
9. ホウェン・ユー・ルック・ミー・イン・ズィ・アイズ - "When You Look Me In The Eyes"
10. インセパラブル〜君を離さない - "Inseparable"
11. ジャスト・フレンド - "Just Friends"
12. ハリウッド - "Hollywood"
13. イヤー・3000 - "Year 3000"
14. キッズ・オブ・ザ・フューチャー - "Kids of the Future"

The Bonus Jonas Edition（日本盤含む） - ボーナス・トラック
1. テイク・ア・ブレス - "Take a Breath"
2. パーティーがあるじゃない - "We Got the Party"

## パーソネル
- ニック・ジョナス (Nick Jonas) – リード・ボーカル、ギター、キーボード、ドラム
- ジョー・ジョナス (Joe Jonas) – リード・ボーカル
- ケヴィン・ジョナス (Kevin Jonas) – ギター、バック・ボーカル
- ジョン・テイラー (John Taylor) – ギター、バック・ボーカル
- ジョン・フィールズ (John Fields) – プロデューサー、ベース、キーボード、ギター
- ドリアン・クロジアー (Dorian Crozier) – ドラム、パーカッション、プログラミング
- スティーヴン・リュウ (Stephen Lu) – ストリング・アレンジ、指揮
- クリス・ローダルジ (Chris Lord-Alge) – ミキシング